# Маргелов, Виталий Васильевич
Вита́лий Васи́льевич Марге́лов (1 декабря 1941, Молотов — 22 марта 2021, Москва) — советский и российский разведчик. Заместитель директора Службы внешней разведки Российской Федерации (1997—2003), генерал-полковник (2001).
Сын командующего Воздушно-десантными войсками СССР Героя Советского Союза генерала армии Василия Маргелова и отец политического и государственного деятеля Михаила Маргелова.

## Биография
Родился 1 декабря 1941 года в городе Молотове, где семья находилась в эвакуации. Окончил в 1958 году с золотой медалью таганрогскую среднюю школу № 2 им. А. П. Чехова.
С 1958 года по 1963 год обучался на юридическом факультете Московского государственного университета им. М. В. Ломоносова. Окончил его по специальности «правоведение», с присвоением квалификации юриста.
По окончании университета был рекомендован на работу в Комитет государственной безопасности СССР.
С 1965 года — на службе в разведке.
В 1980-х годах работал начальником 5-го отдела Первого главного управления КГБ СССР (Франция, Испания, Италия, Швейцария, Португалия, государства Бенилюкса, Греция, Югославия, Албания, Румыния).
Неоднократно выезжал в длительные и краткосрочные загранкомандировки.
С 1997 года по 2003 год — заместитель директора Службы внешней разведки Российской Федерации по оперативным вопросам.
В декабре 2003 года, по достижении предельного возраста пребывания на военной службе, был уволен в запас Вооружённых Сил Российской Федерации.
С 7 декабря 2003 года по 2007 год — депутат Государственной Думы Федерального Собрания Российской Федерации IV созыва по федеральному избирательному округу от политической партии «Единая Россия».
Являлся заместителем председателя Комитета по безопасности, членом Комиссии по рассмотрению расходов федерального бюджета, направленных на обеспечение обороны и государственной безопасности Российской Федерации, членом Комиссии по расследованию причин и обстоятельств совершения террористического акта в городе Беслане Республики Северная Осетия — Алания 1—3 сентября 2004 года.
Скончался 22 марта 2021 года от осложнений, вызванных коронавирусной инфекцией. Похоронен на Троекуровском кладбище.

## Воинское звание
С февраля 2001 года — генерал-полковник, с 2003 года в запасе.

## Награды
- Орден «За военные заслуги»
- Орден Почёта (25 июня 2006 года) — за активное участие в законотворческой деятельности и многолетнюю добросовестную работу[5].
- Медаль «В память 850-летия Москвы»
- Медаль «В память 300-летия Санкт-Петербурга»
- Медаль «За боевые заслуги»
- Юбилейная медаль «За воинскую доблесть. В ознаменование 100-летия со дня рождения Владимира Ильича Ленина»
- Юбилейная медаль «Двадцать лет Победы в Великой Отечественной войне 1941—1945 гг.»
- Медаль «За освоение целинных земель»
- Медаль «50 лет Вооружённых Сил СССР»
- Медаль «60 лет Вооружённых Сил СССР»
- Медаль «70 лет Вооружённых Сил СССР»
- Медаль «Ветеран Вооружённых Сил СССР»
- Медаль «За укрепление боевого содружества» (СССР)
- Медаль «За укрепление боевого содружества» (Министерство обороны России)
- Медаль «200 лет Министерству обороны»
- Медаль «За взаимодействие» (СВР)
- Медаль «200 лет МВД России»
- Медаль «За боевое содружество» (ФСБ)
- Медаль «За боевое содружество» (МВД)
- Медаль «За безупречную службу» I,II,III степеней
- Знак «Почётный сотрудник госбезопасности»
- Знак «За службу в разведке»

## Семья
- Маргелов, Василий Филиппович (1908—1990) — отец, генерал армии, Герой Советского Союза, командующий ВДВ.
- Маргелова, Феодосия Ефремовна — мать, педагог.[1]
- Маргелов, Михаил Витальевич — сын, российский государственный и политический деятель.

Женат, имеет четверых сыновей.